# Ramón Hermosilla Martín
Ramón Hermosilla Martín (Madrid, 28 de mayo de 1934-Madrid, 31 de julio de 2024) fue un abogado español. Pionero en  la transformación de un bufete de abogados tradicional en una firma global, participó en diversos juicios mediáticos, como el del Banesto, Rumasa, o Ibercorp.

## Biografía
Ramón Hermosilla nació en Madrid (1934). Hijo de un periodista devenido en hombre de negocios, republicano y amigo de Alfonso XIII, que durante la Guerra civil española escapó a Hispanoamérica. Sus restos mortales regresaron a España desde tierras americanas en 1945.
Ramón era hijo de la segunda mujer de su padre, —que fue recluida por enfermedad en un hospital de benedictinas—. Durante sus estudios en el Instituto Ramiro de Maeztu, cantaba en el coro de la iglesia del Espíritu Santo, y se ilusionaba con ser cantante de ópera. Era el menor de siete hermanos, y al quedar huérfano recibió los cuidados de sus hermanas mayores, Victoria y Carmen. Ellas decidieron que Ramón debería ser ingeniero industrial, pero pese a superar el curso, la falta de dinero le obliga a dejar momentáneamente los estudios y trabajar en el Instituto Vox, situado en la Gran Vía madrileña. Allí trabajó como profesor de gramática española para extranjeros. Tiempo después, la Condesa de Lodosa le contrató como profesor de gramática para dar clases partículares a unas jóvenes británicas alojadas en su domicilio.
Contando ya con dinero suficiente, Ramón realizó los estudios universitarios de Derecho y Ciencias Económicas. Tras conseguir diversas matrículas de honor en la Universidad de Madrid, comenzó a trabajar simultáneamente en la cátedra de Alfonso García Valdecasas y en el bufete que éste compartía con José María Ruiz Gallardón, donde comenzó ejerciendo el Derecho Civil, para pasar posteriormente al Derecho Mercantil.En 1959 fundó el bufete Ramón Hermosilla, que acabaría fusionándose con el bufete Gutiérrez de la Roza Abogados (enero de 2009), dando origen a Ontier. Su experiencia y liderazgo influyeron en el crecimiento y la internacionalización del bufete.
A lo largo de su larga trayectoria profesional participó en juicios de cierta relevalancia: fue el abogado del general Alfonso Armada en el juicio del Golpe de Estado del 23-F; y en los casos Matesa, Rumasa, Cartera Central, Banesto, Ibercorp, en la compra de Galerías Preciados y Marks&Spencer, Urbanor, Martinsa-Fadesa, caso Greco, entre otros.
Ramón Hermosilla poseía la mejor colección jurídica española en manos privadas —que supera los 7000 volúmenes—.
Ramón falleció en la madrugada del 31 de julio, en la misma ciudad que le vio nacer noventa años antes.

### Distinciones, y cargos en diversas empresas y academias
En el mundo empresarial ocupó diversos cargos, como el de vicepresidente de Aceralia, y consejero de Talgo. Fue letrado jefe de la Asesoría Jurídica del Ilustre Colegio Oficial de Médicos de Madrid; y miembro de la Real Academia de Jurisprudencia y Legislación, y de la International Law Association.
Recibió diversas distinciones, entre las que destacan: doctor honoris causa por la Universidad Complutense de Madrid, y la Cruz de Honor de San Raimundo de Peñafort.